# Řád templářů
Řád templářů neboli templářský řád (francouzsky Ordre du Temple, latinsky Ordo militum Templariorum), celým názvem Chudí rytíři Krista a Šalomounova chrámu (latinsky Pauperes commilitones Christi templique Salomonici), byl jeden z nejmocnějších křesťanských rytířských řádů středověku. S jeho mocí a velikostí se mohl rovnat pouze konkurenční Řád johanitů nebo Řád německých rytířů. Obecně se používají pojmenování templářští rytíři a rytíři templu (Miles Templi) nebo jen templáři (Templiers).
Řád byl založen roku 1119 nebo 1120 v důsledku úspěšné 1. křížové výpravy do Svaté země (1096–1099). V Levantě, tehdy zvané jako Outremer (Zámoří), vzniklo nové křižácké království, které nemělo dostatek sil k vlastní obraně. U zrodu rytířského řádu stála malá družina evropských rytířů, kteří měli zájem se v dobytém Jeruzalémě usadit a vést mnišský způsob života, avšak coby bojeschopní muži byli povoláni k službě jako organizovaná milice. Společným znakem jeho členů se staly bílé pláště, později doplněné o červené kříže, a na krátko střižené vlasy s dlouhými vousy, to aby se odlišili od běžných šlechticů. Byly jim zapovězeny ozdoby i rytířské turnaje.
Původním posláním řádu bylo zajistit bezpečnost pro zástupy poutníků z Evropy k Božímu hrobu na cestě mezi přístavním městem Jaffa a Jeruzalémem po jeho obsazení křižáky. Řád natolik zesílil, že se z původně nepatrné milice potírající bandity stala elitní armáda schopná účastnit se velkých bitev. Počet rytířů se v poli vždy pohyboval v počtu několik desítek nebo i stovek těžkých jezdců, ale běžné oddíly mohly dosahovat tisíců pěšáků nebo lehkých jezdců. Tím se původní poslání řádu rozšířilo o obranu osvobozeného Kristova hrobu (resp. Jeruzalémského království) od tzv. „nevěřících“, kterými byli sousední muslimské státy. Templáři se nikdy neúčastnili válek proti křesťanským heretikům, např. křížové výpravy proti Albigenským nebo plenění Konstantinopole během 4. křížové výpravy.
Později řád o své poslání přišel, když byly všechny křižácké državy v Zámoří dobyty muslimy. Jeho členové se přesunuli do západní Evropy, kde nahromadili díky propracovanému systému bankovnictví velké jmění. Řád byl zrušen v roce 1312 bulou Vox in excelso jako nepotřebný, čemuž jistě dopomohla vážná nařčení z hereze a s nimi související ztráta dobré pověsti. Řád nebyl nikdy obnoven. Vzápětí na něj navázaly nově založené řády ve Španělsku a v Portugalsku, ale žádný nedosáhl jeho velikosti ani mezinárodního rozšíření. Ve Skotsku zřejmě nebylo zrušení řádu uskutečněno kvůli probíhající skotské válce za nezávislost a skotští templáři se sloučili s místními johanity a jako „řád sv. Jana a Templu“ vydrželi do reformace.

## Historie

### Vznik řádu
Po dobytí Jeruzaléma účastníky první křížové výpravy a po ustavení Jeruzalémského království došlo k nárůstu počtu poutníků do Jeruzaléma. Přesto v celém následujícím čtvrtstoletí nebyly cesty v království i blízkosti Jeruzaléma bezpečné a hemžily se lupiči, kteří zabíjeli a okrádali poutníky. Vznik templářského řádu souvisel s touhou poskytnout ochranu neozbrojeným poutníkům. Bezprostředním důvodem ke vzniku řádu mohlo být napadení 700 poutníků na cestě z Jeruzaléma, kdy bylo 300 z nich zabito a 60 zajato muslimskými útočníky z Tyru a Aškelonu. Přesné datum založení řádu není známo, ale je pravděpodobné, že vznikl v roce 1119 nebo 1120, přestože kronikář Vilém z Tyru (píšící ale až 50 let po vzniku řádu) uvádí rok 1118.
| „              | V témže roce 1118 jistí vznešení muži rytířského stavu, pobožní muži, Bohu zasvěcení a bohabojní, se zavázali službou Kristu z rukou patriarchy. Slíbili žít navždycky jako řádní kanovníci, bez vlastnictví, v čistotě a poslušnosti. Jejich předáky byli ctihodný Hugo z Payns a Godefroi ze Saint Omer. Jelikož neměli žádný kostel ani žádné sídlo, dal jim král dočasně obydlí jižně od paláce, blízko chrámu Páně (dnešní mešita Aqsá). ... Král, jeho vznešení muži, také patriarcha a církevní preláti jim svěřili úděly ze svých domén, některé na vymezený čas a některé navěky. Museli se postarat rytířům o potravu a oblečení. Jejich plnou povinností, kterou jim patriarcha a ostatní biskupové uložili za odpuštění hříchů, bylo, že budou chránit cesty a silnice proti útokům lupičů a loupežníků. To se dělalo zvláště na ochranu poutníků. | “ |
| — Vilém z Tyru | |   |

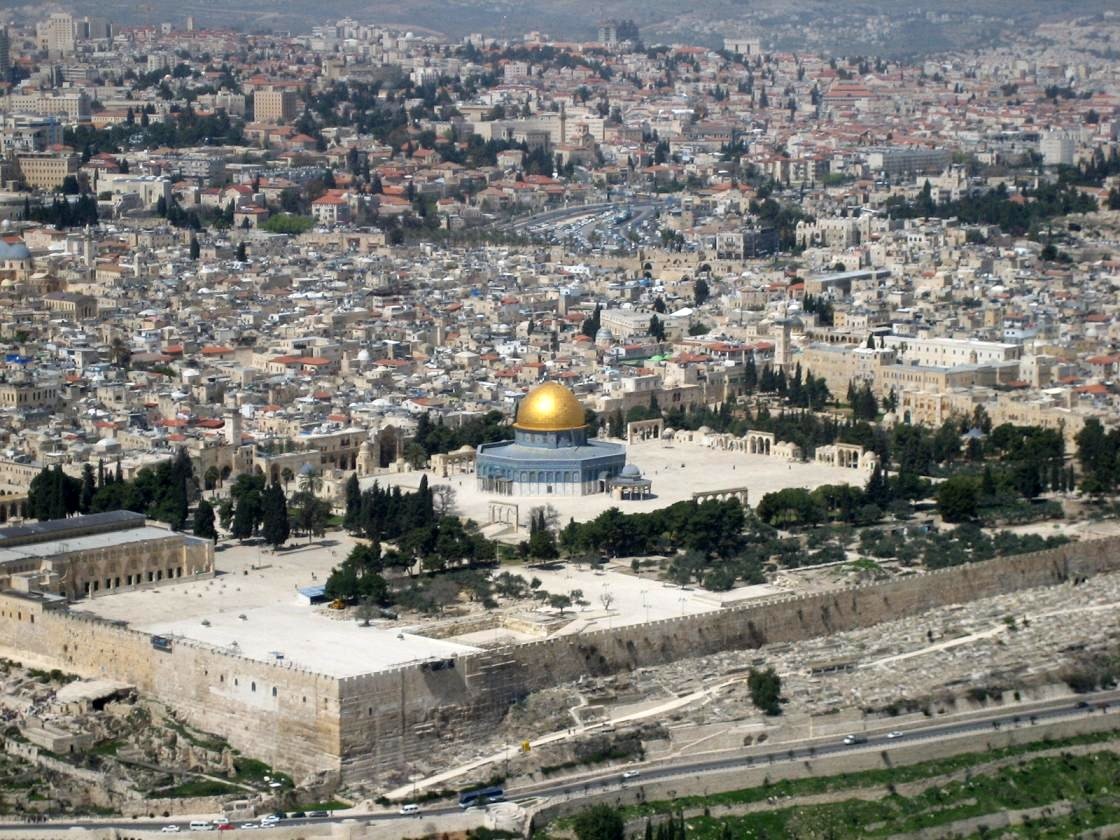
Pohled na Chrámovou horu, kde měli templáři původní sídlo

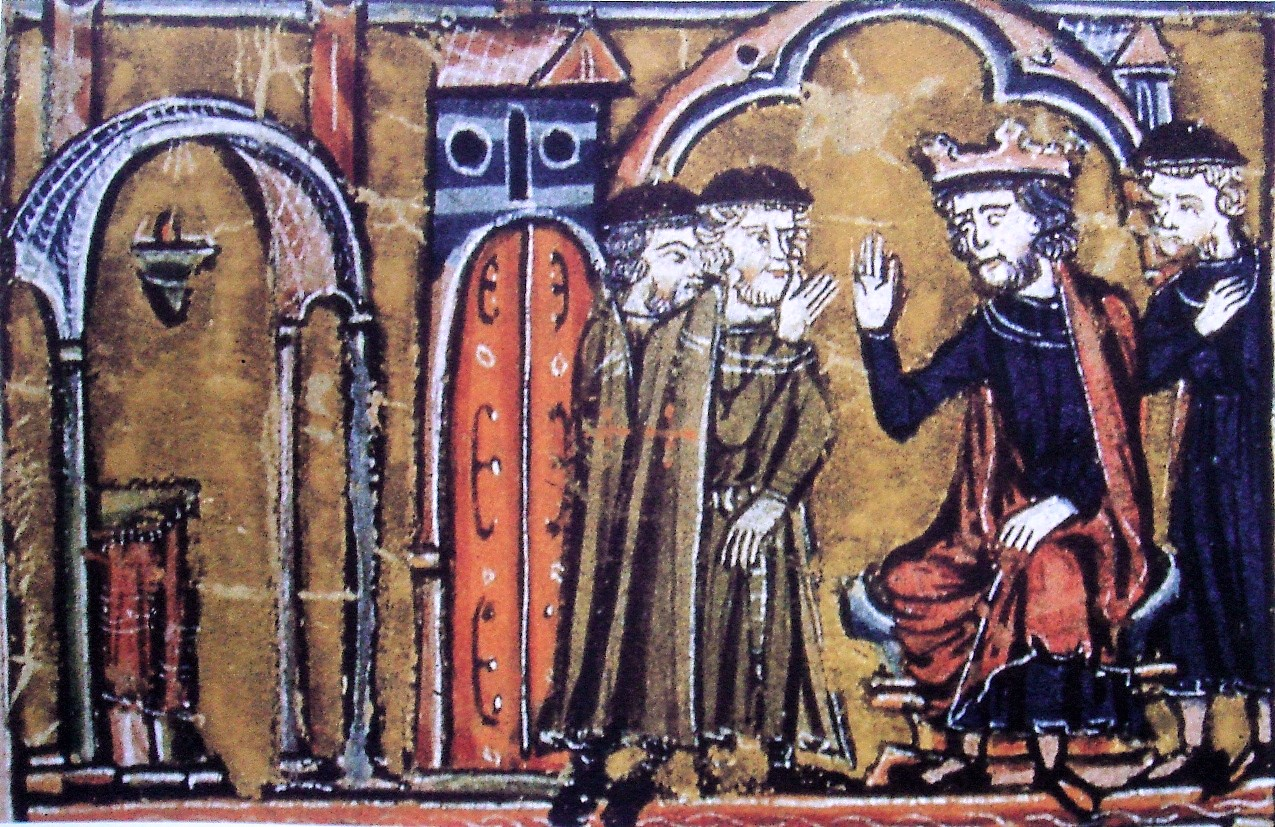
Hugo z Payns, Godefroi de Saint-Omer a král Balduin II. Jeruzalémský na středověké iluminaci

První písemná zmínka o řádu pochází z prosince roku 1120, kdy byl první velmistr řádu Hugo z Payns svědkem potvrzení výsad johanitů jeruzalémským králem Balduinem II. Od svého vzniku se templáři těšili přízni krále, patriarchy, ale i významných poutníků jako byli například Fulko V. z Anjou, který se v roce 1120 stal přidruženým členem řádu, nebo Hugo I. ze Champagne, který se v roce 1125 stal řádným členem řádu. Představitelé řádu hráli důležitou roli i v diplomatické aktivitě, když Hugo z Payns byl v roce 1127 členem poselstva, které nabídlo sňatek s jeruzalémskou princeznou (a dědičkou) Melisendou hraběti Fulkovi z Anjou. Během této diplomatické mise měl Hugo také získat nové vojáky pro tažení proti Damašku. Už dříve požádal král Balduin Bernarda z Clairvaux, aby pomohl templářům získat papežské schválení řádu.
| „                     | [Bůh] naučil vaše ruce bojovat a prsty válčit... | “ |
| — Bernard z Clairvaux |                                                  |   |

Vyvrcholením templářské mise v Evropě bylo na koncilu v Troyes v lednu 1129, kde Hugo z Payns popsal neformální zásady a skutky bratrstva. Řád se nejdříve přidal k řeholi sv. Augustina. O rozmach řádu a uznání řehole na koncilu v Troyes roku 1129 se významně zasloužil opat cisterciáckého kláštera v Clairvaux sv. Bernard, který templáře podporoval a byl autorem první řehole řádu, kterou se činnost templářů začala řídit. V této době měl řád tři sta rytířů, kteří veleli zhruba třem tisícům mužů.

### Rozmach řádu

Znak řádu v podobě erbu

Během čtvrtstoletí své existence se templářům podařilo dostat do centra dění ve Svaté zemi. Před odjezdem 2. křížové výpravy byli schopni svolat do Paříže 130 svých rytířů, kteří se pravděpodobně s francouzským vojskem vydali na východ spolu s nejméně stejným počtem seržantů a služebných bratří. Během výpravy se řádový mistr ve Francii Evrard z Barres stal jedním z hlavních rádců francouzského krále Ludvíka VII. V průběhu výpravy také král svěřil templářům odpovědnost za ochranu vojska během tažení. Mimo jiné i proto, že měli zkušenosti s tureckou taktikou rychlých útoků jezdectva. Také když se král během křížové výpravy dostal do finanční nouze, byli to právě templáři, kteří mu byli schopni půjčit větší sumu peněz. V červenci 1148 se spolu s křižáckými vojsky podíleli na neúspěšném tažení proti Damašku. Vina za neúspěch tažení byla některými současníky svalována na templáře, kteří prý přijali úplatek, aby obleženému městu tajně pomohli. Brzy po skončení křížové výpravy zemřel velmistr Robert z Craonu a na místě velmistra jej nahradil Evrard z Barres.
Na přelomu let 1149 a 1150 dostali templáři od jeruzalémského krále Gazu s cílem zvýšit tlak na muslimský Aškelon.
| „              | Tito muži, udatní a silní ve zbrani, plní své pověření rozvážně a věrně do dnešního dne. Mocně útočili proti uvedenému městu [Aškelonu] častými tajnými výpady, takže ti, kteří nás dříve udržovali ve strachu zabíráním a pleněním celého kraje, se nyní považují za nanejvýše šťastné, když za modlitby nebo za peníze je jim dovoleno žít dočasně v míru uvnitř hradeb a v klidu se věnovat práci. | “ |
| — Vilém z Tyru | |   |

Varianta černobílé vojenské zástavy bauceant (baucent apod.) s červeným křížem.

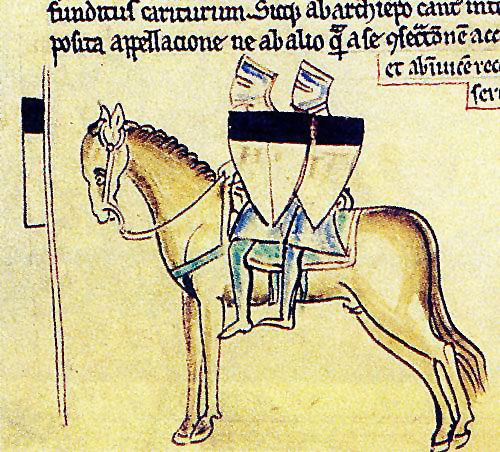
Templářští rytíři na iluminaci Matěje Pařížského sdílející jednoho koně podle pečeti řádu

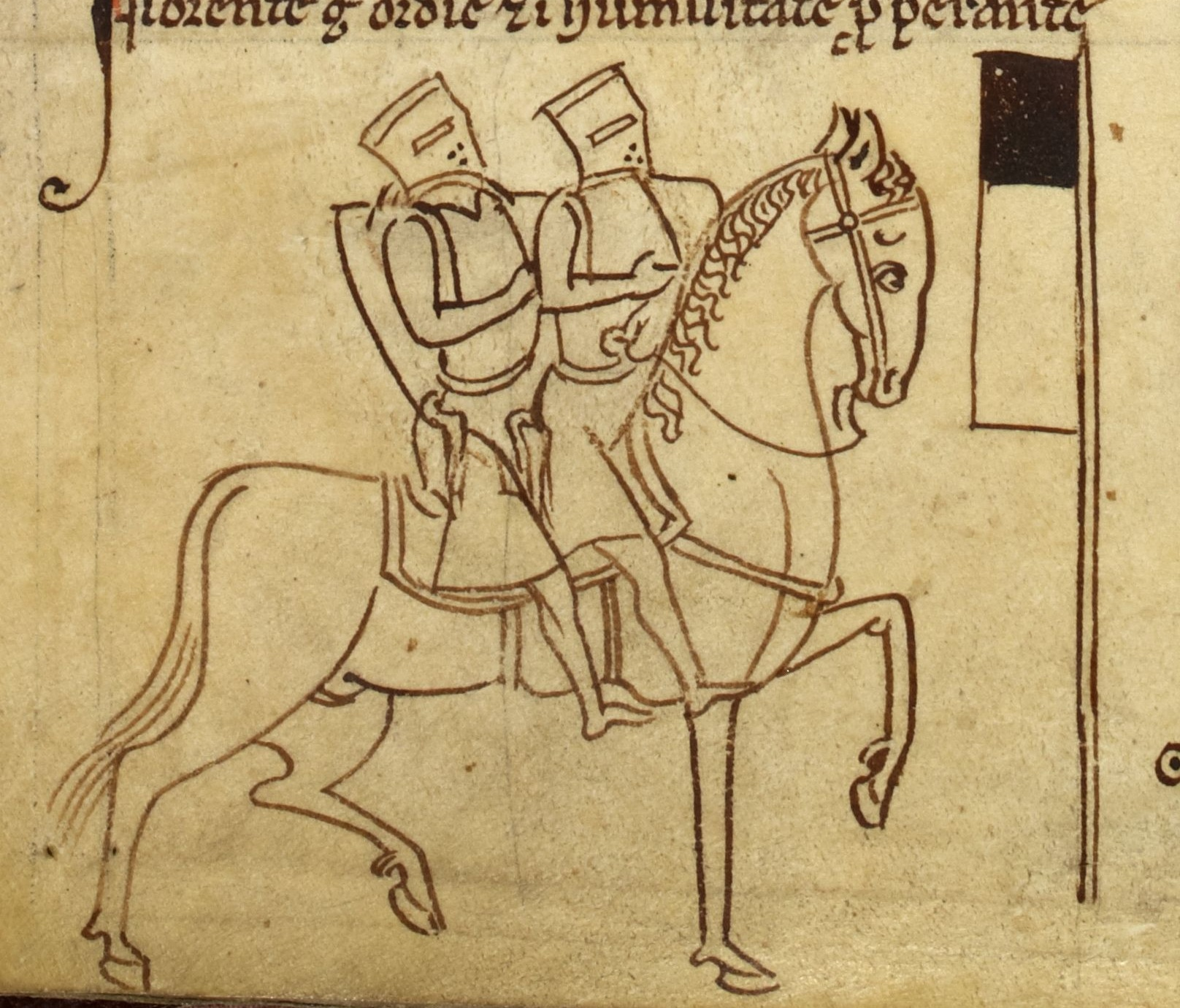
Iluminace Matěje Pařížského s templáři, tentokrát obohacenou i o řádovou zástavu beauseant

Význam Gazy se ukázal při konečném dobytí města, ke kterému došlo v roce 1153. Při dobývání Aškelonu padl velmistr Bernard z Tremelay a nahradil jej André z Montbardu.
V 70. a 80. letech 12. století působilo na východě asi 600 rytířů a 2000 seržantů. Z toho polovina z nich působila v jeruzalémském království a druhá polovina v Tripolisu a Antiochii.
| „             | V pondělí ráno sedmnáctého dne druhého rabí’u, dva dny po vítězství, nechal Saladin přivést zajaté templáře a špitálníky a pravil: „Očistím zemi od obou těchto dvou nečistých pronárodů.“ Nabídl potom padesát dinárů každému, kdo mu přivede zajatce z jejich řad, a velice rychle mu jich přivedli stovky. A on rozkázal, aby jim usekali hlavy, neboť je chtěl raději zabít, než je mít za otroky. Spolu s ním tam byla řada učenců, súfijů a zbožných mužů a asketů. Všichni sultána žádali, aby mohli každý zabít jednoho zajatce a vytahovali přitom meče z pochev. Sultán seděl, na tváři měl spokojený výraz, zatímco nevěřící byli zachmuřeni, vojsko sešikováno vedle a emírové seřazeni do dvou řad. Někteří sekli, usekli čistě a byli za to pochváleni, jiní se zdráhali, nedosekli a bylo jim to prominuto, další seknout neuměli, vyvolali posměch a nahradili je další za nimi. Viděl jsem muže, kteří se smáli a zabíjeli, kteří mluvili a konali. Kolik slibů sultán naplnil, kolik chvály pro sebe získal, jakou věčnou odměnu pro sebe získal touto prolitou krví, kolik zbožných činů se událo s každým přeťatým krkem! Kolik čepelí se zbarvilo krví pro žádaná vítězství, kolik nemocí vyléčil tím, že peklu navrátil každého jednoho templáře, kolik sil dal vůdcům, které posílil, kolik praporců rozvinul nad neštěstími, která odrazil, kolik náboženských omylů zahubil, aby dal život islámu, kolik mnohobožství rozprášil, aby vystavěl víru v jediného Boha, kolik záměrů potlačil, aby uspokojil společenství věřících, kolik nepřátel rozsekal, aby zachránil přátele! | “ |
| — Imád ad-Dín | |   |

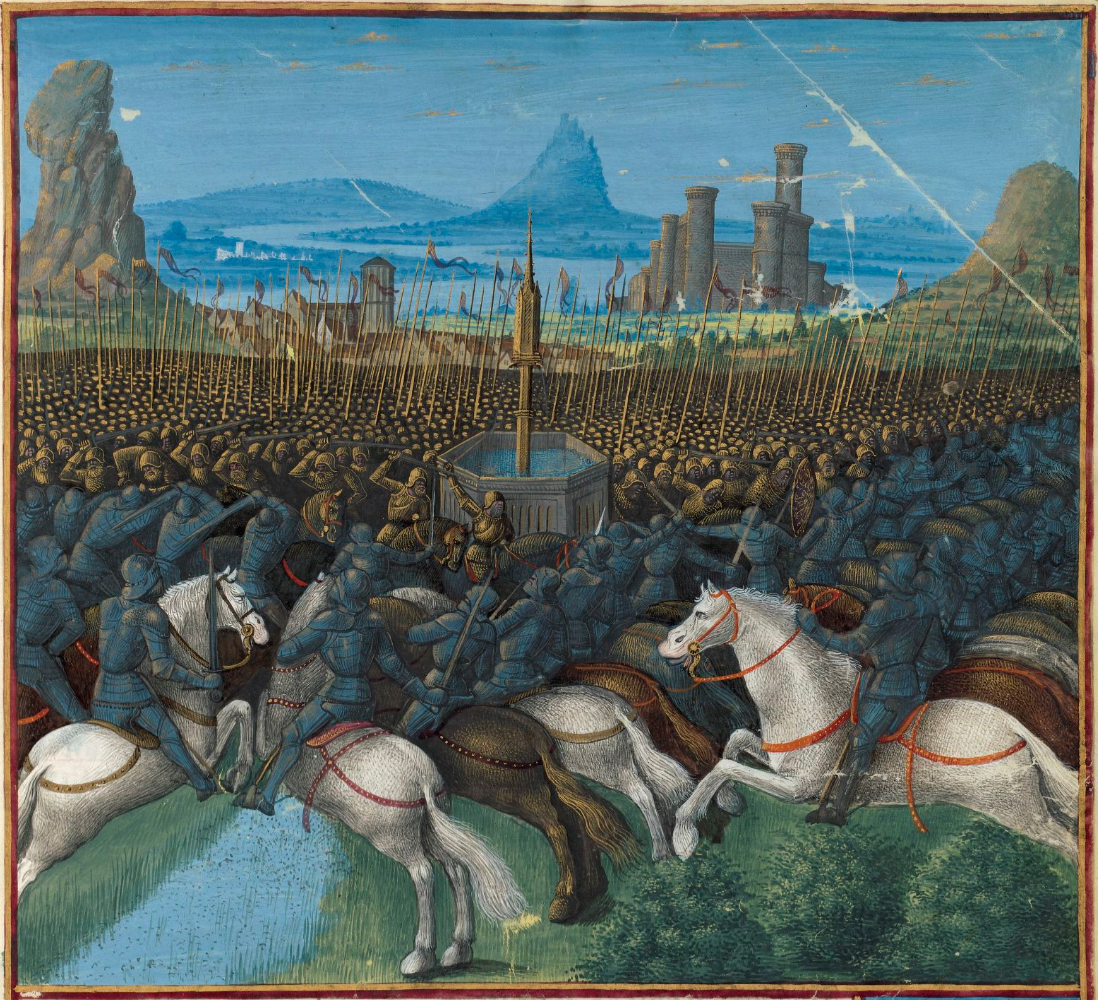
Bitva u Hattínu v roce 1187 znamenala zvrat v křižáckých válkách

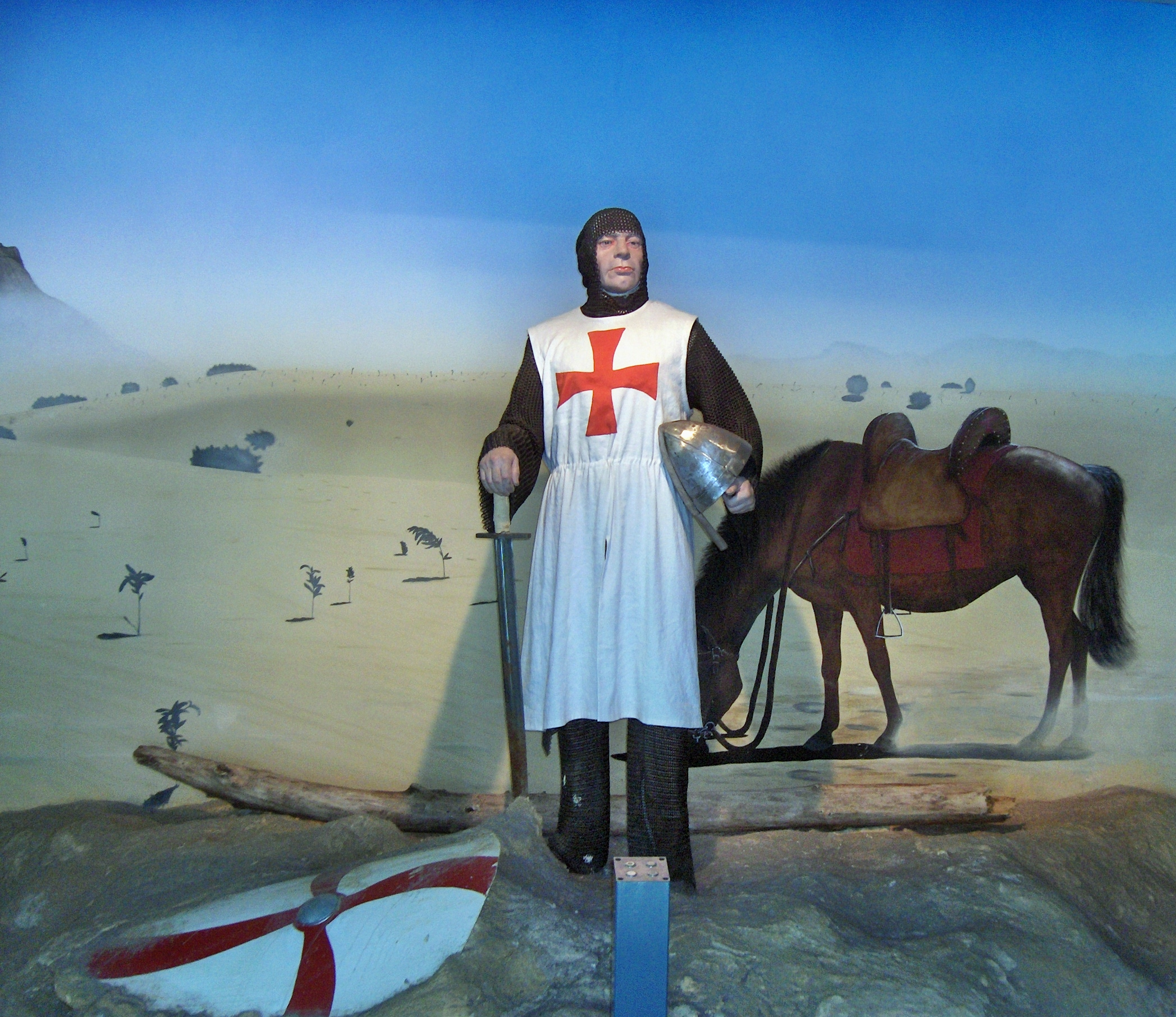
Model templářského rytíře

Z katastrofy u Hattínu vyvázlo jen několik templářů. Nejvýznamnějším z nich byl velký komtur bratr Terricus, který se ujal velení nad zbytky řádu. Brzy po bitvě také adresoval dopis papeži Urbanovi a flanderskému hraběti Filipovi (a zprostředkovaně i všem křesťanům i templářům v Evropě), ve kterém vyzýval všechny k vyslání okamžité pomoci křesťanům ve Svaté zemi. Během následující muslimské ofenzivy ztratili křesťané většinu území ve Svaté zemi. Už v září 1187 se ze zajetí vrátil velmistr templářů Gerard z Ridefortu, kterého sultán Saladin vyměnil za templářský hrad v Gaze. Velmistrovy osudy v dalších měsících neznáme, ale byl ve vojsku, které v srpnu 1189 shromáždil jeruzalémský král Kvido z Lusignanu k obléhání Akkonu. V boji v okolí města také velmistr 4. října 1189 padl.
Novým velmistrem řádu byl v roce 1191 zvolen (pravděpodobně pod vlivem anglického krále Richarda) Robert ze Sablé.
Když v roce 1244 vypukla válka mezi as-Sálihem Ajjúbem a Ismá'ílem, podpořili templáři vládce Damašku Ismá'íla. Ajjúb se spojil s chorezemskými Turky, kteří v červenci vyplenili Jeruzalém a velmi brutálně naložili s místním obyvatelstvem. Křesťané sebrali velké vojsko a spolu se svými muslimskými spojenci se 17. října u La Forbie střetli se spojenými vojsky Egypta a Chorezmu. Po dezerci muslimských spojenců byla křesťanská armáda zdecimována. Templáři ztratili v bitvě asi 260–300 rytířů včetně velmistra Armanda z Périgordu, který buď padl přímo v bitvě nebo zahynul později v zajetí. Bitvu údajně přežilo jen 39 templářů, 26 johanitů a 3 němečtí rytíři.

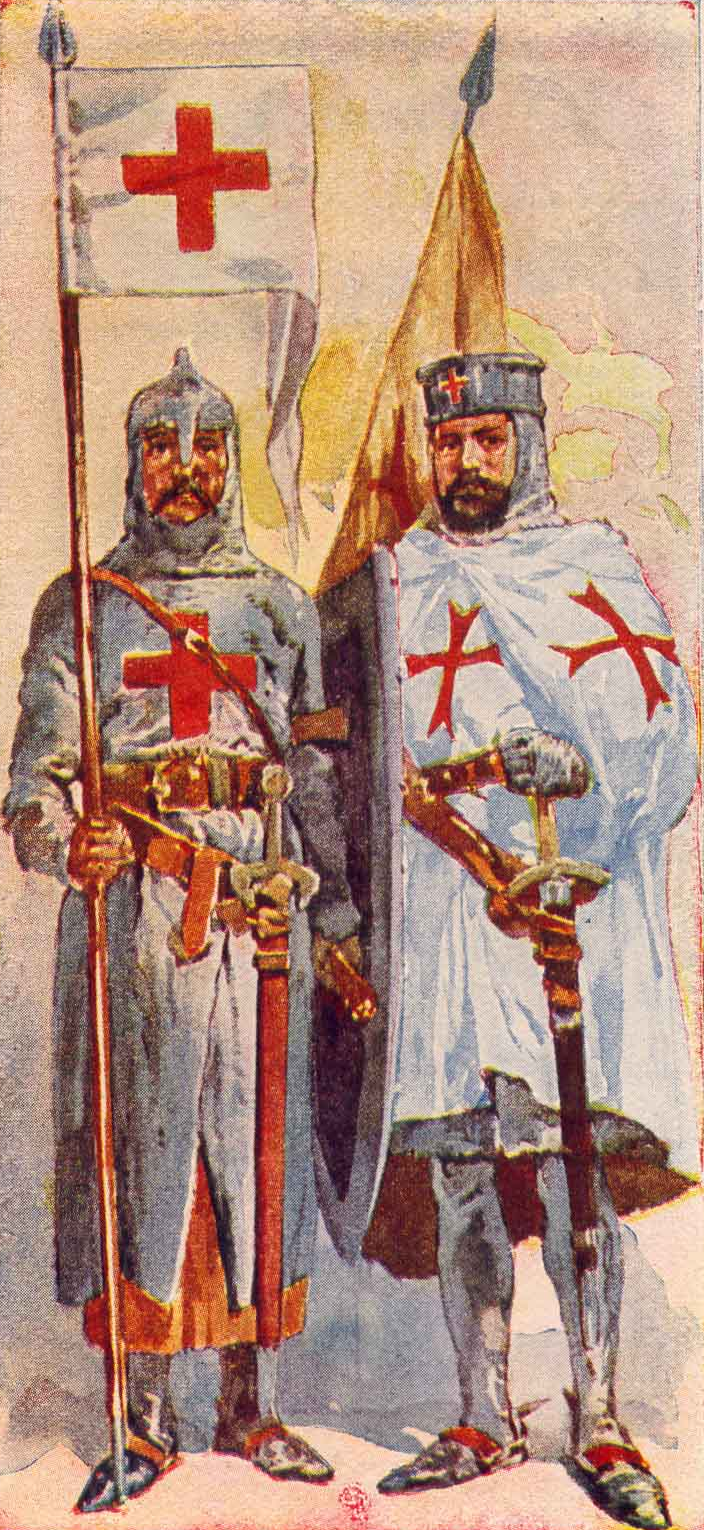
Křižák a templář na portugalském obrázku z roku 1917

V polovině 60. let 13. století zahájil mamlúcký sultán Bajbars dobývání křesťanských území. Templáři ztratili v roce 1266 hrad v Safedu a v roce 1268 Beaufort. Mnohem vážnější však byla ztráta Antiochie. Po jejím dobytí templáři rezignovali na obranu svých hradů v této oblasti a Bagras, La Roche de Roussel a Port Bonnel byly opuštěny. V roce 1271 ztratili další svůj hrad Chastel-Blanc a teprve následujícího roku, kdy bylo zásluhou anglického prince Eduarda uzavřeno desetileté příměří se sultánem Bajbarsem, si mohli templáři alespoň na chvíli oddechnout. Během pouhých sedmi let (1265–1271) se sultánu Bajbarsovi podařilo odstranit celý základ pečlivé templářské organizace ve Svaté zemi.
V 70. letech 13. století podporovali templáři nároky sicilského krále Karla z Anjou na jeruzalémský trůn. Svým postojem si templáři znepřátelili většinu šlechty ve Svaté zemi, která podporovala kyperského krále Huga. Karlovu pozici oslabilo povstání proti jeho vládě na Sicílii. Templáři pak raději podpořili kyperského krále Jindřicha II. (Hugova syna a nástupce).
Když v roce 1277 zemřel sultán Bajbars, na trůně ho nakonec nahradil schopný vojevůdce Kalavun.
| „                | Maršálek templářů, upřímný muž bodrého srdce, uvěřil sultánovi a vyšel spolu s dalšími ven. Ve věži zůstali jen někteří bratři, kteří byli zraněni. Sultán ihned maršála a templáře zajal a dal všem bratřím a všem mužům srazit hlavu. Když bratři, kteří zůstali ve věži a nebyli tak nemocní, že se nemohli hýbat, slyšeli, že maršálkovi a ostatním byla sťata hlava, postavili se na odpor. Proto začali Saracéni věž podkopávat. Podkopali ji a opřeli ji a ti uvnitř se vzdali. Saracéni vpadli do věže s takovým množstvím lidí, že opory, které věž držely, se zhroutily. Stavba spadla a zahynuli všichni templáři a Saracéni, kteří byli uvnitř. Při svém pádu se věž sklonila do ulice a rozdrtila víc než dva tisíce tureckých jezdců. | “ |
| — Templář z Tyru | |   |

Neúspěchy evropské snahy dobýt a udržet pozici na Blízkém východě začaly pádem Jeruzalémského království v roce 1187, roku 1244 ztratili Evropané Jeruzalém a v roce 1291 padla i poslední pevnost St. Jean d'Acre. To ukončilo přítomnost křižáckých armád ve Svaté zemi. Templáři i Špitálníci museli postupně opustit dobytá území. Templáři se vraceli do Francie po etapách přes Kypr a Sicílii, zatímco Špitálníci našli své konečné útočiště na ostrově Malta.
Z ekonomických aktivit templářů se zdá být patrné, že jejich vedení si uvědomovalo složitost pozice na východě, a je zřejmé, že se snažili vybudovat základny i v Evropě. Počátkem 13. století se tak templáři stali výraznou ekonomickou, politickou i vojenskou silou, která nepodléhala prakticky nikomu a měla sloužit jen papeži. Templáři vybudovali početnou a silnou nadnárodní armádu. Jejich hrady a pozemky se nacházely po celé Evropě a Blízkém východě. Vystupovali také jako významní mezinárodní bankéři a vydělávali na křížových výpravách a obchodování se Svatou zemí obrovské jmění.
V roce 1212 tak vybudovali v Paříži na pozemcích darovaných řádu Ludvíkem VII. největší řádovou základnu na evropském Západě Templ, hlavní oficiální sídlo řádu ovšem zůstávalo až do jeho zániku na Kypru. V té době již původní smysl řádu, tj. ochrana poutníků, zcela zmizel. Řád se věnoval především svým ekonomickým aktivitám, přičemž se podle některých kritiků základní hodnotou řádu staly právě peníze. Pařížský, ale i londýnský Templ sloužily jako velká pokladnice a banka, byla zde uložena i velká část královského pokladu ve speciálně k tomu vybudované věži. Sloužil však i jako útočiště pro pronásledované (právo azylu), které využil při bouřích v roce 1306 sám král Filip IV. Sličný.

### Zrušení řádu

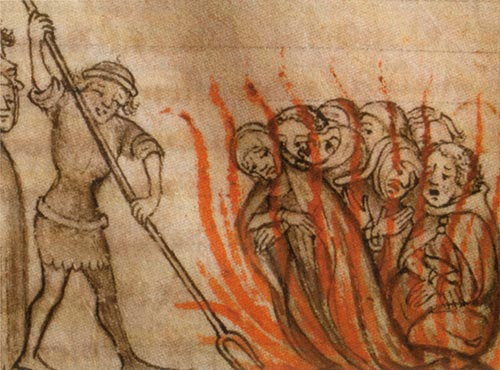
Upalování templářů na středověké iluminaci

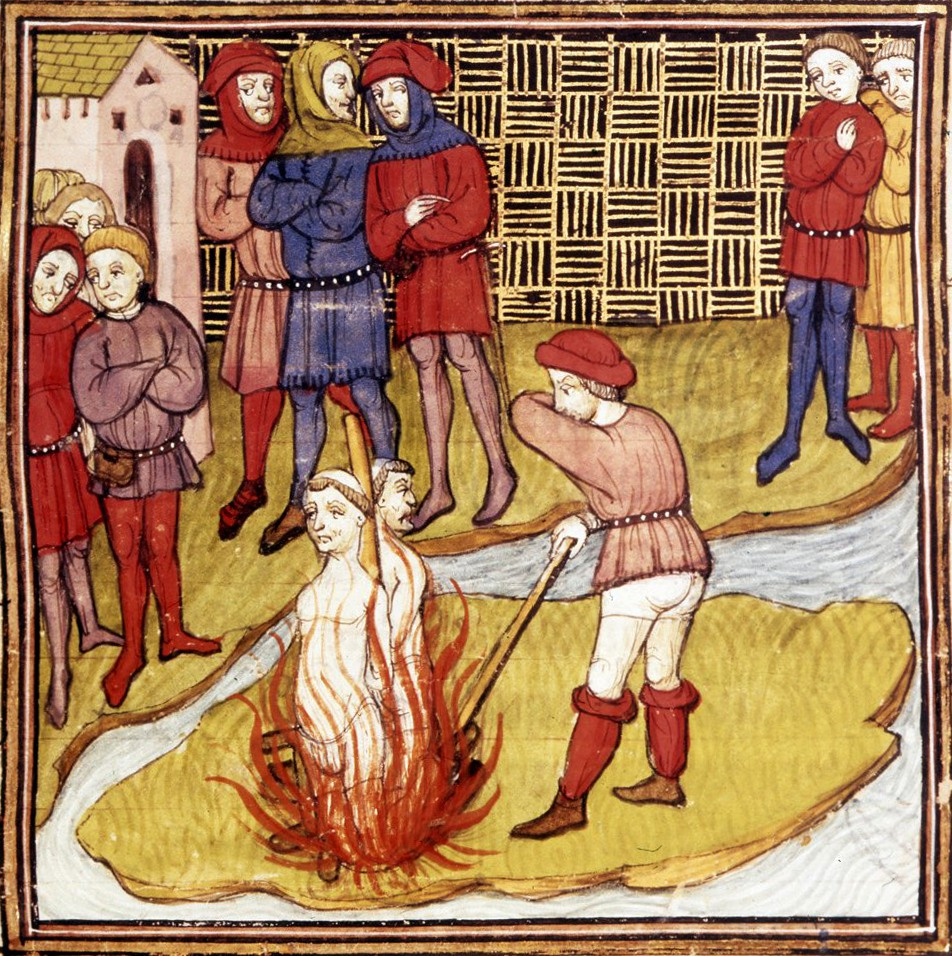
Jacques de Molay a Geoffrey de Charnay upalovaní na hranici (z francouzského rukopisu z 15. století)

Moc a bohatství řádu samozřejmě popuzovaly světské panovníky. Proti templářům od roku 1307 začal vystupovat i francouzský král Filip IV. Sličný. Jako důvod uvedl, že mu templáři údajně odmítli přispět na jeho válečné výlohy. Do jaké míry to byla záminka a do jaké míry skutečný důvod, lze těžko posuzovat, každopádně důvodů k zakročení proti této mocné síle bylo více než dost. Templáři byli bohatí a samostatní, nepodléhali světské moci ani biskupům a sloužili pouze zájmům papeže. Je tedy možné, že posloužili jen jako prostředek králova boje proti papežskému stolci a svrchovanosti papeže nad světskými panovníky, zároveň představovalo velké pokušení možnost převzít jejich majetek. Filip IV. Sličný se rozhodl využít klesající popularity templářů a uskutečnil plán navržený jeho rádcem Vilémem z Nogaretu, který spočíval v postupné diskreditaci tohoto řádu.
Řád uzavřený před okolním světem přirozeně obklopovalo mnoho tajemství a dohadů, kterých král využil k obviněním, která byla proti řádu vznesena mnohdy neprávem. Templáři byli mimo jiné obviněni z kacířství, neúcty k svátosti oltářní a sodomie. Francouzský král se snažil přimět papeže, aby templáře exkomunikoval, což ale odmítli přes značný nátlak jak Bonifác VIII., tak i jeho nástupce Benedikt XI. Až následující papež Klement V. souhlasil s Filipovými požadavky vůči templářům (jakož i s řadou dalších požadavků vůči církvi). Právě tento papež později přesunul sídlo papeže do Avignonu (který sice v té době nebyl součástí Francie, ale italský básník Francesco Petrarca v této souvislosti hovořil o „avignonském zajetí“).
Je pravděpodobné, že se templáři dozvěděli o přípravách útoku proti svému řádu, ale patrně ho nepovažovali za příliš reálný. Skutečností však je, že lodě templářské flotily z přístavů odpluly a po útoku na řád se přemístily do portugalských a skotských přístavů, mnoho řádových pokladů bylo převezeno a tajné dokumenty zničeny.[zdroj?]
Ráno v pátek 13. října 1307 (odtud podle některých teorií nešťastný pátek třináctého) začalo rozsáhlé zatýkání templářů v celé Francii. Zároveň byl veškerý templářský majetek převzat královými zplnomocněnci.
Rytíři se ale nepostavili na odpor a bylo tak zatčeno na 5 000 rytířů včetně velmistra řádu Jacquese de Molay. Zatýkání templářů bylo papežem nařízeno i dalším evropským panovníkům, ale nařízení se setkalo jen s malým ohlasem.
Zatčení templáři strávili téměř rok ve vězení, což mnohé zlomilo k tomu, že přiznali vinu (do ledna 1308 se přiznalo 134 ze 138 rytířů zajatých v Paříži, Jacques de Molay po deseti dnech), jiné zlomilo použití útrpného práva. Postava Jacquesa de Molay je v této chvíli zajímavá tím, že opakovaně měnil svou výpověď a nakonec odmítl hájit řád. Samotné procesy trvaly celkem sedm let, během nichž řada templářů odvolala svá prvotní přiznání, což pro ně ale znamenalo rozsudek smrti. Prvních 54 templářů bylo upáleno v Paříži 12. května 1310. Přestože většina prelátů shromážděných na koncilu ve Vienne, který měl rozhodnout o osudu řádu, se zrušením templářů nesouhlasila, byl zrušen papežskou bulou Vox in Excelso datovanou 22. března. Rozhodnutí o zrušení bylo zveřejněno 2. dubna 1312. Majetek zrušeného řádu měl být převeden na johanitský řád. Z majetku řádu ale mělo být vyplaceno 200 000 livrů jako odškodné francouzské královské pokladně za údajně vzniklé ztráty. V roce 1312 byla většina zbylých templářů propuštěna na svobodu, zbývali jen velmistr Jacques de Molay a tři další představení řádu Hugo z Pairaudu, Geoffrey z Gonnevillu a Geoffroy de Charnay, kteří byli 18. března 1314 odsouzeni k doživotnímu vězení.
| „                         | Jelikož tito čtyři se bez výjimky veřejně a otevřeně přiznali ke zločinům, z nichž byli obviněni, a trvali na svých doznáních, a nakonec si přáli na nich nadále trvat, když koncil urychleně zvážil mnoho věcí na nádvoří veřejného okrsku pařížského kostela v pondělí po svátku sv. Řehoře, byli odsouzeni k těžkému a doživotnímu žaláři. Avšak hle, když se kardinálové domnívali, že záležitost skončili, vzápětí a neočekávaně dva z nich, jmenovitě velmistr a mistr v Normandii, hájíce se úporně proti kardinálovi, který přednesl kázání, a proti arcibiskupovi ze Sens, opět popřeli obě doznání, jakož i všechno, co dříve přiznali. | “ |
| — Kronika Viléma z Nangis | |   |

Po krátkém údivu, který mezi soudci jejich popření viny vyvolalo, nařídil král Filip IV., aby byli ještě téhož dne Jacques de Molay i Geoffroy de Charnay upáleni.

## Oprávněnost obvinění z hereze
| „                  | Bratr Humbert potom přinesl bronzový kříž, kde byl zobrazen Ukřižovaný, a nařídil mi zříci se Krista na kříži. Proti své vůli jsem tak učinil. | “ |
| — Jacques de Molay | |   |

| „                     | Když mne přijali a dali mi plášť, donesli kříž, na němž byl zobrazen Ježíš Kristus; pak bratr Amaury (převor Francie, osobní přítel svatého Ludvíka) mi řekl, abych nevěřil v toho, jehož obraz vidím, neboť byl falešným prorokem, a ne Bohem. Třikrát mne přiměl, abych se zřekl Ježíše Krista. | “ |
| — Geoffrey de Charnay | |   |

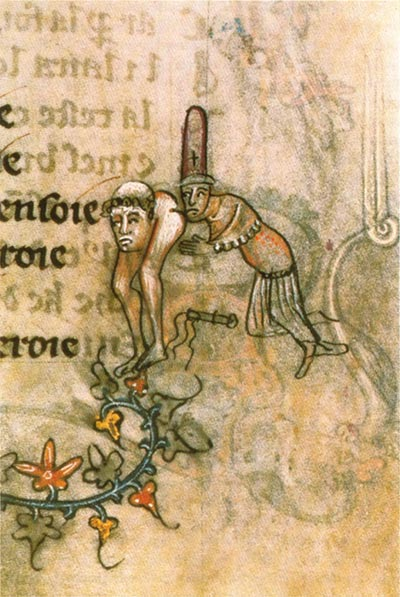
Ilustrace ze středověkého rukopisu (kolem roku 1350), narážející na obvinění templářů ze sodomie

Dosud není jednoznačně dořešeno, zda bylo obvinění templářů z hereze oprávněné a nakolik bylo založeno na skutečných poměrech v řádu. Během mučení se někteří templáři doznali k homosexuálním praktikám a uctívání „hlavy“, jakož i k existenci tajemství označovaného jako Bafomet či Baphomet. Vůdcové řádu ovšem později tato přiznání popřeli. Popření původní výpovědi bylo automaticky považováno za opětovné upadnutí do kacířství, a proto byli popraveni. Mnozí historici proto neberou vynucená přiznání templářů v úvahu, jako ostatně nelze brát v úvahu ani jiná doznání, vynucovaná ve všech dobách útrpným právem. Jiní historici naopak předpokládají, že šlo o nepochopení tajných templářských rituálů, které pocházely z dob křížových výprav a které se odehrávaly za „zavřenými dveřmi“. Tyto rituály měly zahrnovat popření Krista a trojnásobné poplivání kříže, stejně jako líbání zadku mistrů. Podle Barbary Fraelové (která se podílela na nalezení vatikánských dokumentů) měly tyto akty simulovat pokoření a mučení, kterým mohli být křižáci vystaveni v případě zajetí muslimy. Jejich účelem bylo naučit nového člena řádu popřít víru jen myslí, ale ne srdcem. Ve výpovědích templářů se fráze učinil jsem to jen myslí, ale ne srdcem objevuje často. Teorie Fraelové se ovšem neshoduje s realitou,[zdroj?] protože zajatí templáři byli obvykle nuceni zapřít svou víru a přijmout islám, na což zajatci z řad templářů a johanitů většinou nepřistupovali (viz templáři a johanité zajatí Saladinem po bitvě u Hattínu), takže bývali zpravidla popravováni, v lepším případě uvězňováni. Jiní se domnívají, že se jednalo pouze o cvičení jakéhosi duchovního zápasu, neboť podle sv. Bernarda z Clairvaux (který prvnímu velmistru Hugovi z Paynsu sepsal pověstný spis De Laude Novae Militiae neboli Chvála Nového rytířstva) měl templář bojovat nejen proti pozemským nepřátelům, nýbrž i proti nadpřirozeným bytostem (démonům) a sobě samému.
Podle templáře Roberta z Torteville zavedl tyto zvyky v řádu velmistr, který byl v sultánově zajetí, na příkaz sultána. Tento popis odpovídá na velmistra Gérarda de Ridefort, který byl skutečně v zajetí sultána Saladina a jako jeden z mála templářů byl vykoupen zpět, ale ani to nezní moc přesvědčivě, neboť smlouva či přísaha s nekřesťanem přestává okamžitě platit, pokud je učiněno pokání. Navíc tyto zvyklosti, které se měly v řádu údajně dít, nepřipomínají nic z toho, co pochází z Blízkého východu.

### Modla Baphomet

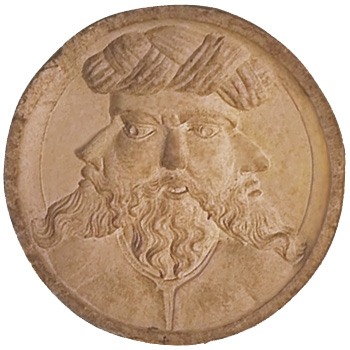
Vousatá hlava s třemi tvářemi (Bafomet?) z kláštera v Tomaru, Portugalsku, později konvent Řádu Krista, 16. století

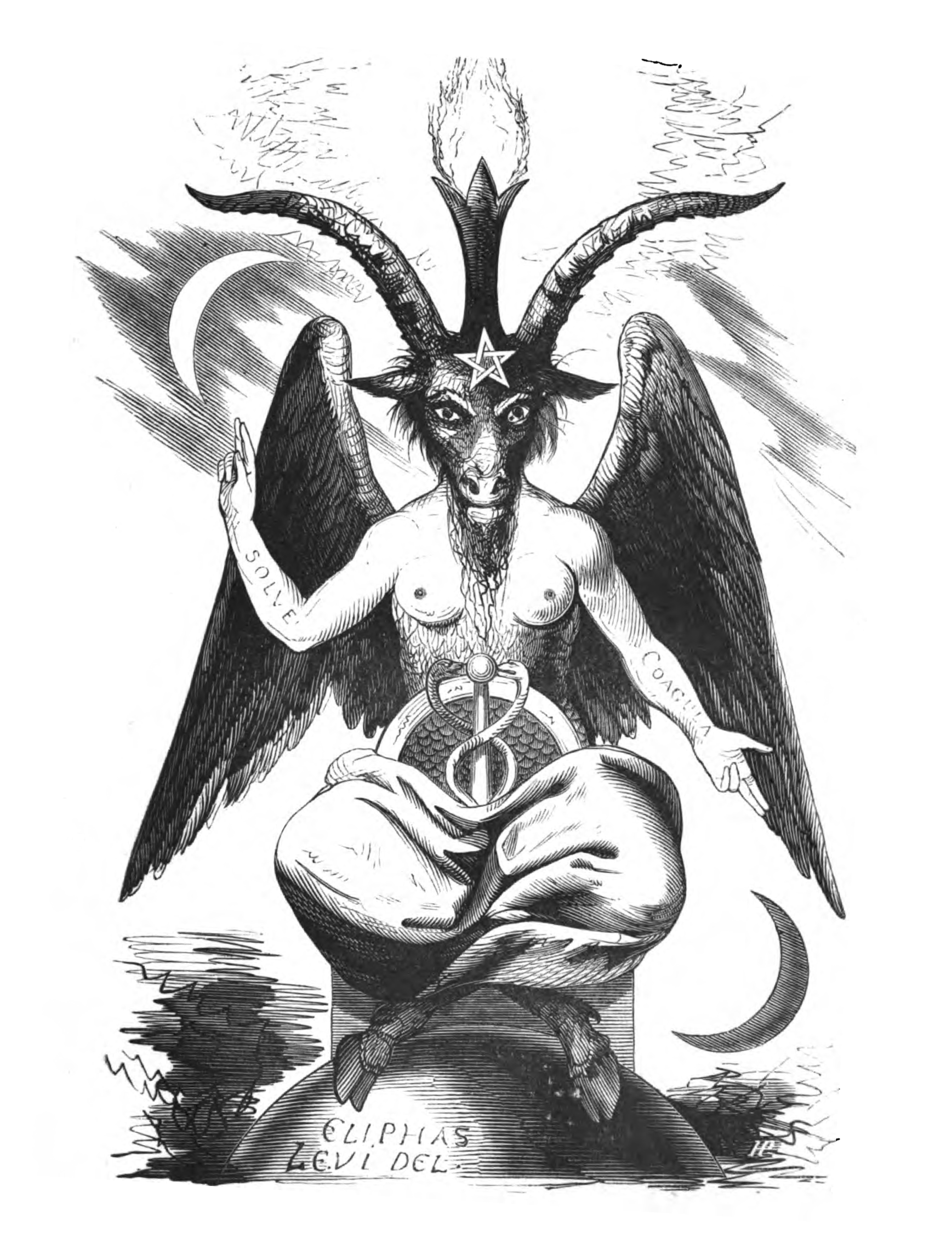
Dnes bývá templářům mylně připisován (patrně kvůli stejnému názvu) i tento Bafomet od francouzského okultisty Éliphase Léviho, ten však byl vymyšlen a nakreslen Lévim až v 19. století

Baphomet je jméno údajného idolu templářů, který měli členové řádu uctívat a klanět se mu. Jméno vzniklo patrně ze starofrancouzské zkomoleniny Mahomet, tedy jména proroka Mohameda. Smyslem obvinění mohla být snaha pošpinit řád nařčením z tajného spojenectví s muslimy nebo tajného praktikování islámu. Přiznání templářů a jejich popis se zcela vymykají všemu, co je pro islám typické, je však typické pro představy, které měli středověcí křesťané o islámu, tzv. pohanských kultech a dalších konkurenčních náboženstvích.
Výpovědi uvězněných členů řádu se v této otázce během procesu měnily. Někteří modlu popisovali jako lidskou hlavu vousatého muže s třemi či dvěma tvářemi, jiní jí připisovali rohy nebo templářský čepec, další jako hlavu ženy. Z držení modly byl obviňován především vizitátor Hugo z Pairaudu, který ji při řádových shromážděních svíral v rukou a své bratry vyzýval k jejímu uctívání. Vousatá hlava měla být údajně vyrobena ze dřeva, z mědi či jiného kovu a členové řádu se jí měli dotýkat, popřípadě ji obtáčet šňůrkami, které potom nosili u sebe jako magické talismany. Z této hlavy mělo údajně pocházet bohatství řádu i plodnost země. Hlava ovšem nebyla nikdy nalezena, a to i přesto, že se během procesu po ní pátralo. Ke komisi byla dopravena pouze dutá ženská hlava s nápisem Caput LVIII m, jednalo se patrně o relikviář sloužící k úschově ostatků. Obtáčení či dotýkání šňůrkami tehdy představovalo běžnou náboženskou praxi, neboť ve Svaté zemi se duchovní běžně dotýkali šňůrami svých hábitů svatých míst, aby do nich přešla část jejich magické síly.[zdroj?]
| „                        | Viděl jsem tuto lidskou hlavu, držel jsem ji a ohmatával během zasedání kapituly v Montpellier a uctíval jsem ji jako ostatní přítomní bratři, ale jenom slovy, nikoliv srdcem. | “ |
| — Hugo de Pairud[zdroj?] | |   |

| „                             | Viděl jsem tuto hlavu dvanáctkrát, během zasedání kapituly, zvláště v Paříži... Je to hlava s vousem. Uctívají ji, líbají a nazývají ji svým Spasitelem. | “ |
| — Raynier de Larchant[zdroj?] | |   |

| „                       | Viděl jsem tuto hlavu během sedmi kapitul, které vedl bratr Hugo z Pairaudu a další... Když byla ukázána, všichni padli tváří k zemi, zdvihli své kapuce a uctívali ji... její obličej je hrozný, zdálo se mi, že to byl obličej démonův, zlého ducha. Pokaždé, když jsem se na ni podíval, zmocnil se mne velký strach... | “ |
| — Raoul de Gizy[zdroj?] | |   |

Někteří badatelé se domnívají, že tyto předměty se vztahovaly spíše k uctívání ostatků sv. Eufémie, jedné z jedenácti panen sv. Uršuly, zakladatele řádu Huga de Payens a sv. Jana Křtitele než k uctívání pohanských idolů nebo ďábla. Jedna z teorií o uctívání „hlavy“ se vztahuje také k existenci Turínského plátna, které mohli templáři získat z kořisti při 4. křížové výpravě, kdy byla křižáky dobyta Konstantinopol. Mohlo se tedy jednat o uctívání „vousaté hlavy“ z tohoto plátna. Je taktéž zajímavé, že ani jeden z templářů (na rozdíl od jejich konkurentů johanitů) nebyl nikdy blahoslaven ani svatořečen.
Později bylo také připisováno templářským kaplanům vytvoření slova Bafomet pomocí zašifrování (šifrou Atbaš) esoterického pojmu sofia (řec. moudrost).[zdroj?] Tato interpretace je nicméně kontroverzní a je založena na dohadech.
Templářům dnes bývá mylně připisován Bafomet francouzského okultisty Éliphase Léviho. Ten byl ovšem vymyšlen a nakreslen Lévim až v 19. století a s templářským Bafometem vyjma názvu nemá vůbec nic společného. Ve 20. století se Léviho Bafomet stal symbolem moderního satanismu, který započal Anton Szandor LaVey, zakladatel Církve Satanovy a autor Satanské bible. Přestože Léviho Bafomet měl nejspíše představovat archetyp pohanského boha plodnosti (jsou zde jisté analogie například s keltským bohem Cernunnem, řeckým Panem, indickým Pašupatim, ovšem nejvíce se Léviho Bafomet shoduje se staroegyptským bohem Banebdžedetem, který je nazýván „Kozlem z Mendézu“, což je přezdívka, kterou má i dnešní Léviho Bafomet), byl Léviho Bafomet nakonec křesťany a satanisty ztotožněn s ďáblem. Kvůli tomu dnes někteří lidé mylně považují středověké templáře za satanisty a obviňují je z uctívání ďábla.[zdroj?]

### Tajemné symboly na hradě Chinon
Na hradě Chinon byly nalezeny podivuhodné symboly vyryté na stěnách cel, autory těchto znamení mohli být věznění templáři, mezi kterými pravděpodobně nechyběl ani poslední velmistr Jacques de Molay. Znamení jsou magického nebo snad alchymistického původu a byly na stěnu vyškrábány místními vězni.

### Abraxas
Abraxas je jméno božstva starověkých gnostiků. Jeho typická podoba s kohoutí hlavou a hadími končetinami je zpodobněna na jedné z templářských pečetí ověnčené nápisem „TEMPLI SECRETUM“, určená snad pro označování řádových tajemství. Některé teorie obviňují templáře z tajného praktikování rituálů po vzoru gnostiků. Spojitost templářů se starověkou gnózí nebyla nikdy prokázána ani v rámci vyšetřování v templářském procesu.

### Chinonský pergamen

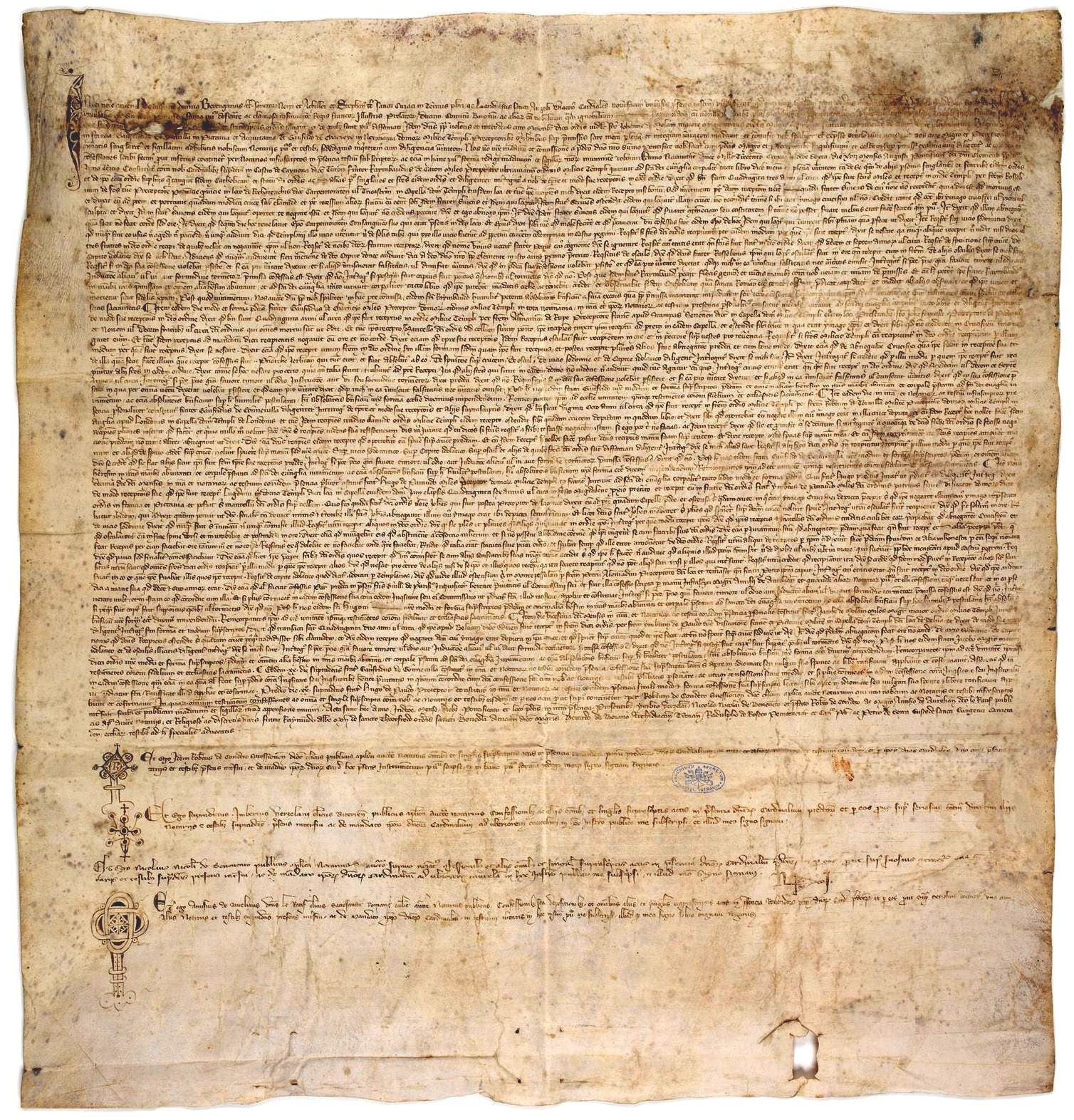
Chinonský pergamen

Konspirační teorie, vysvětlující příčinu likvidace templářského řádu, jdou často ještě mnohem dále, než připouští nejčastěji přijímané vysvětlení, že příčinou byla snaha o získání templářského majetku a konsolidaci geopolitické moci. Stanovisko katolické církve je v každém případě takové, že šlo o neoprávněné pronásledování, templáři se ničeho zlého nedopustili a papež byl v tom čase donucen povolit jejich pronásledování. V roce 2001 objevila dr. Barbara Frale v Tajných vatikánských archívech tzv. Chinonský pergamen, dokládající, že již v roce 1314 papež Klement V. templáře tajně omilostnil.
Každopádně je s templářskou činností na Blízkém východě spojena řada nejasností a dokonce existuje i řada důkazů, podle nichž byli ochotni se spojit za peníze i s nepřítelem. Dokladem toho jsou kupříkladu jejich styky s asasíny.

## Řehole rytířů Templu
První řeholi řádu vypracoval pro templáře sv. Bernard z Clairvaux. Ten ustanovil 72 článků, kterými vymezil povinnosti a zákazy týkající se mnichů tohoto řádu. Mezi ty základní patřil např. zákaz scházet se s lidmi, kteří byli exkomunikováni z církve, povinnost nosit bílý plášť (demonstrující čistotu), prostý a nezdobený oděv, povinnost sdílet jednu misku ve dvojici s jiným řádovým bratrem, jíst v mlčenlivosti, činit každý pátek pokání, vstávat za rozbřesku, zákaz lovu (s výjimkou lvů, kteří často ohrožovali poutníky na jejich cestě do Jeruzaléma), dodržovat hierarchii v řádu, dodržovat slib mravopočestnosti, zákaz stýkat se se ženami a pohlédnout jim do tváře (zákaz se vztahoval i na příbuzné – matky a sestry), vyhýbat se kejklířům, hercům a pěvcům, povinnost nosit krátce střižené vlasy, zákaz používat jemnou obuv se zahnutou špičkou, povinnost spát v košili a spodním prádle a mnohé další.

## Ekonomika řádu

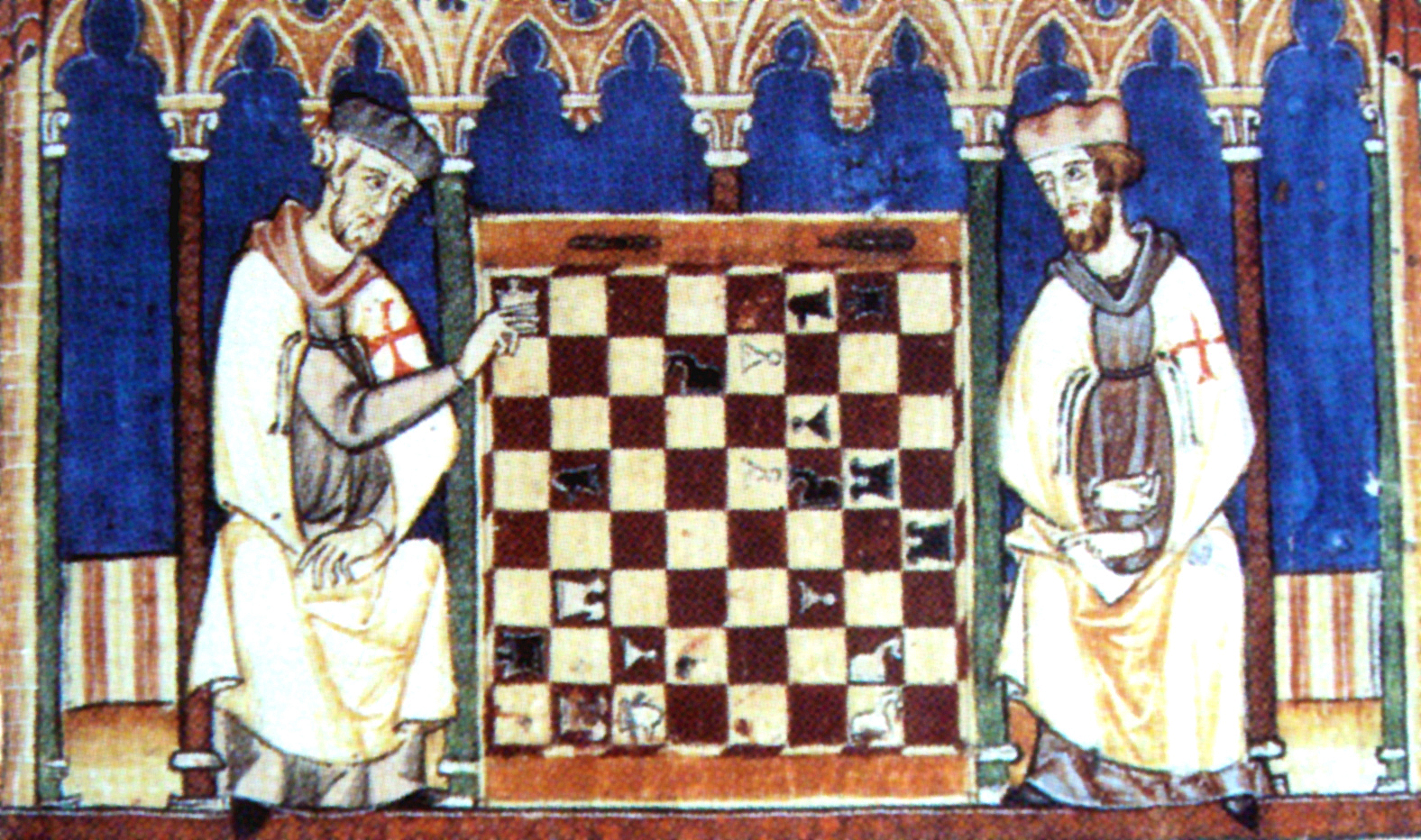
Templářští rytíři hrající šachy, Biblioteca del Monasterio de El Escorial, Španělsko 1283

Řád templářů se stal proslulý i díky svému bohatství a obchodním úspěchům. Templáři přepravovali z Evropy do Palestiny peníze a majetek křižáků a z těchto transakcí rychle zbohatli. Rozvinuli dobře fungující bankovní systém, který brzy začali využívat i evropští panovníci a šlechta. Vydělávali na směně evropských měn na platidla jeruzalémského království, transportu poutníků do Svaté země apod.

## Organizace řádu
Templáři byli od počátku organizováni jako duchovní řád s přísným vojenským zřízením, čímž se odlišovali od počátečního zaměření řádu johanitů i německých rytířů. Jejich řehole vycházela z řehole cisterciáckého řádu. V čele řádu stál volený velmistr.
Templáři se dělili na tři třídy:
- rytíři (přesněji bratři rytíři), vyzbrojeni jako těžká jízda, pocházející zprvu pouze z vyšší šlechty, až později se toto pravidlo s ohledem na vysokou úmrtnost rytířů porušovalo; nosili zprvu bílý plášť (symbolizující jejich čistotu), později doplněný o typický červený kříž;

- bratři sloužící a seržanti, tvořeni příslušníky nižších společenských vrstev než rytíři; od rytířů se lišili hnědým či černým pláštěm s červeným křížem. Ve vojsku zastávali funkci zbrojnošů tvořících pěší oddíly a vojenské posádky. K této skupině patřilo i značné množství řemeslníků, klášterníků a manuálních dělníků, spravující majetek řádu a vykonávající řemeslnické i odborné úlohy včetně kovářů, zbrojařů a kuchařů. Zvláštní složkou všech křižáckých armád byli seržanti. Řád templářů speciálně svým seržantům poskytoval koně a využíval je jako těžkou jízdu, aby početně doplňovali méně početnou jízdu rytířskou.

- kaplani, vysvěcení kněží, zajišťující duchovní život řádu, zpovídající spolubratry (ti se nesměli zpovídat kněžím mimo řád, takže tajemství řádu se nemohla dostat mimo řád).

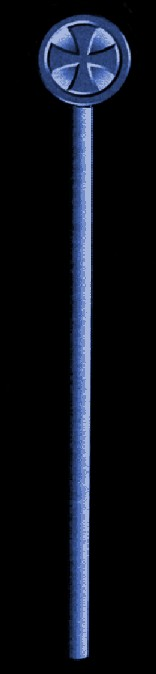
Dlouhá hůl abakus byla odznakem vysokých hodnostářů řádu včetně velmistra.

Později byli do řádu začleněni jako žoldáci ještě tzv. turkopolové, což byla lehká jízda složená z místních obyvatel. Později byl také vytvořen institut jakéhosi čestného členství pro mecenáše a podporovatele řádu zvenčí. Potřeby každého rytíře v boji i běžném životě zajišťovalo asi deset služebníků. Většina členů řádu měla za povinnost zajišťovat bojové úkoly. Templáři byli totiž primárně vojenským řádem, podléhajícím přímo papeži. Někdy jsou templáři považováni za předchůdce moderní profesionální armády a elitních speciálních jednotek. Ze svého nezměrného majetku vystavěl řád množství pevností po celé Svaté zemi. Válečníci, kteří je využívali jako opěrné body, byli pravděpodobně nejlépe vycvičenou a nejvíce disciplinovanou jednotkou své doby.
Někteří bratři ale nebyli válečníky, nýbrž spíše bankéři. Řád totiž zajišťoval i úschovu cenných předmětů a majetku účastníků křížových výprav. Rovněž vlastní majetek řádu byl obrovský. Řád se stal postupně jedním z nejvýznamnějších politických činitelů své doby. Díky zvláštním papežským bulám (např. Omne Datum Optimum z r. 1139, Milites Templi z r. 1144, Militia Dei z r. 1145) dostal řád různá privilegia, kupříkladu oprávnění vybírat daně a desátky na území spadajícím přímo pod jeho kontrolu, zřizovat hřbitovy s kaplemi. Takto narůstal majetek řádu a zároveň i jeho politický význam.
V čele řádu stál velmistr, jemuž byli hierarchicky podřízeni zástupce, maršál a velitel. Řád byl rozdělen na provincie a velitelství. Jeho působnost se neomezovala pouze na Svatou zemi, komendy (velitelství) byly rozesety po celé Evropě včetně Čech a Moravy, jež spadaly pod německy mluvící provincie.
Do řádu se vstupovalo dobrovolně, buď natrvalo nebo na předem danou dobu. Vystoupit z řádu bylo však obtížné a bylo možné pouze se souhlasem velmistra. Kandidát na členství v řádu musel před svým přijetím projít přísnými testy. Musel vydržet dlouhou zkušební lhůtu, během níž se zkoušela jeho upřímnost a síla charakteru tím, že uchazeč musel vykonávat mnoho nepříjemných povinností. Člen řádu nesměl vlastnit jiný majetek než vlastní meč, takže řád bohatl na majetku, který vstupující členové na řád převáděli. Přijímání nových členů bylo doprovázeno tajnou ceremonií s řadou rituálů odehrávající se v noci či nad ránem. Členové řádu nepodléhali jurisdikci místních vládců na území, na nichž se pohybovali, ale zodpovídali se výlučně řádu a jako nejvyššímu soudci pak papeži a pouze jemu se zodpovídal i celý řád.
Templáři měli právní imunitu a mohli vykonat na svých územích vlastní spravedlnost. Ve vztahu k církvi podléhali pouze papeži a měli právo určovat si vlastní hodnostáře.

## Legendy

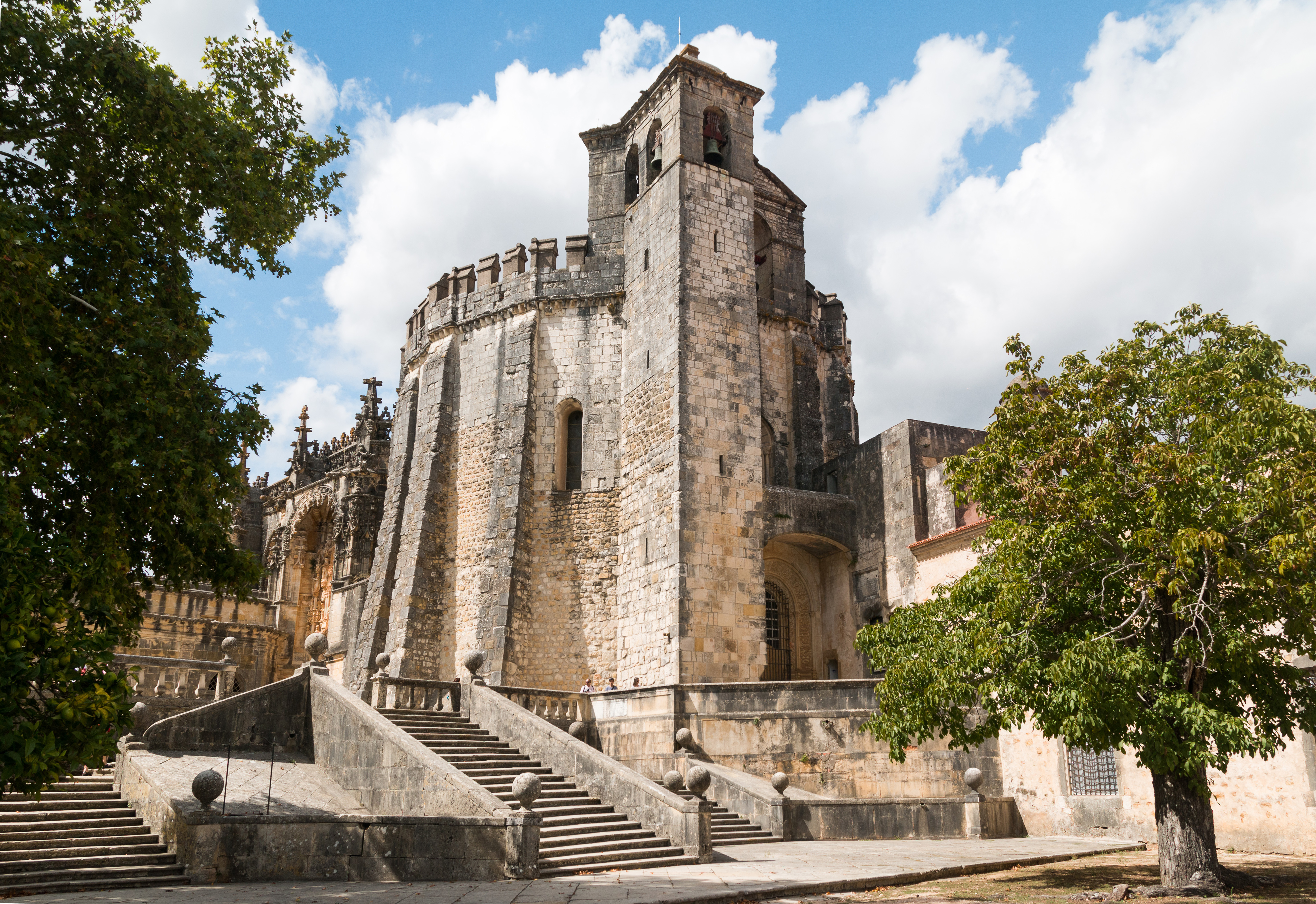
Klášter Řádu Kristova v Tomaru, Portugalsko. Postaven byl roku 1160 jako templářská pevnost a později se stal sídlem řádu Kristova. V roce 1983 byla zapsán mezi světové dědictví UNESCO.

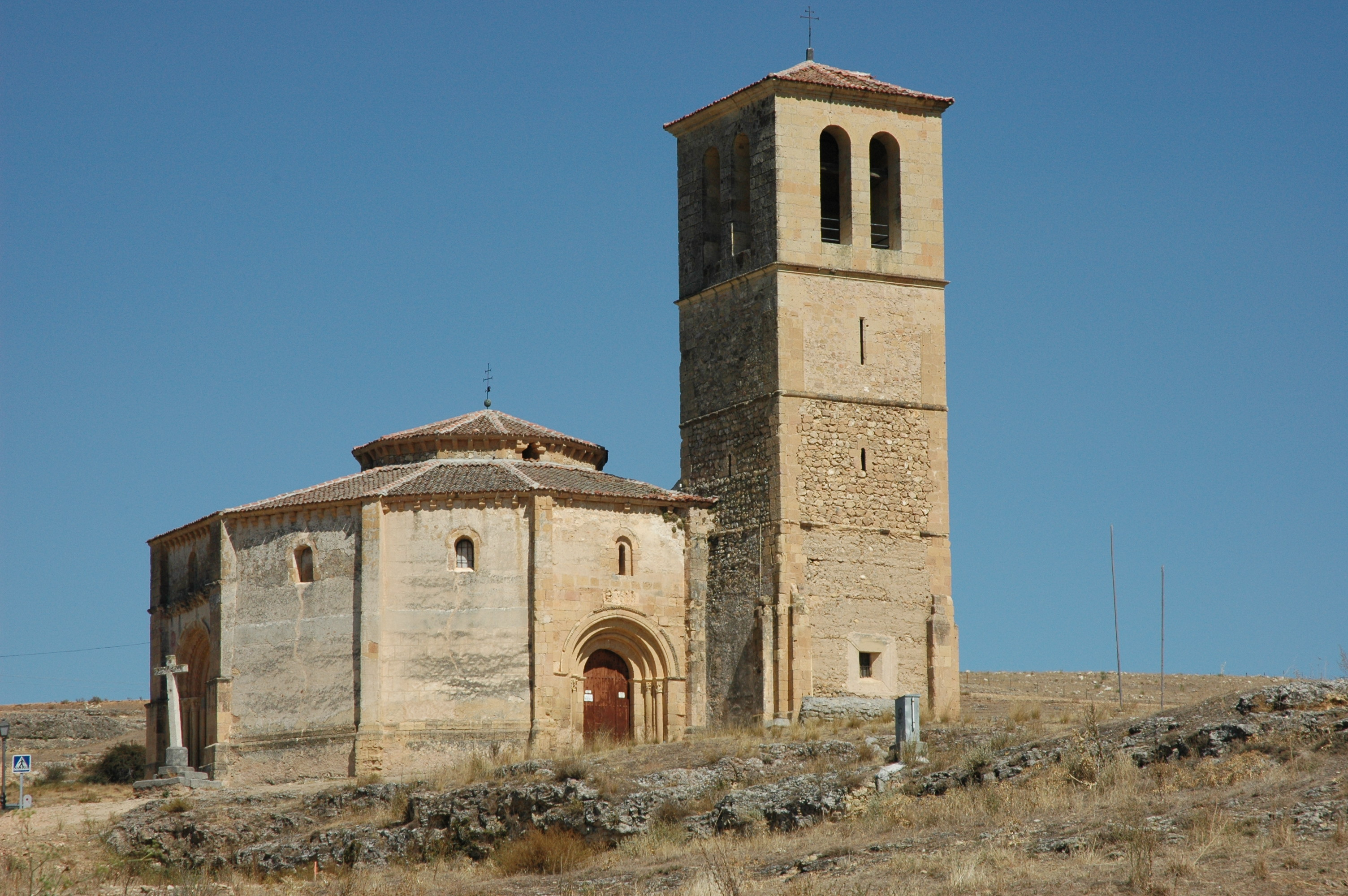
Bývalý templářský kostel v Segovii

Již zanedlouho po svém založení byli templáři podezříváni z nejrůznějších přestupků a zločinů. Proslýchalo se, že rytíři uzavírali spojenectví a tajné dohody s různými skupinami muslimských bojovníků, někdy i proti zájmům křesťanských panovníků. Údajně měla jádro templářů tvořit tajná organizace, jejíž kořeny sahaly ještě do pohanských dob před počátky křesťanství. Později byli rytíři řádu obviňováni z pořádání magických rituálů a klanění se démonickému symbolu nazývanému Bafomet či Baphomet.
Dochovaly se i nejrůznější popisy tajných templářských rituálů, jejichž pravdivost se ovšem nedá potvrdit. Nejlegendárnějším z těchto rituálů bylo přijímání novice. To se mělo odehrávat v nočních hodinách za přítomnosti vysoce postavených rytířů. Nejprve musel novic slíbit absolutní mlčenlivost pod trestem smrti. Pak byl vysvlečen a u oltáře s podobou démona Bafometa přísahal věrnost řádu, jež měla přednost před veškerými jinými autoritami. Na závěr musel políbit přijímajícího ceremoniáře, rovněž nahého, na ústa, pupek, konec páteře a penis.
Rychlý konec kapetovské dynastie mezi lety 1314 a 1328, když zemřel francouzský král Filip IV. Sličný, jeho tři synové i jediný vnuk, vedl k obecné víře, že dynastie byla prokletá. To vyplývá i z legendy, že velmistr Jacques de Molay bezprostředně před svojí smrtí proklel Filipa IV. a papeže Klementa V.
Její znění: 
Templářům se udála hrozná nespravedlnost. A ty, kdo jsou za ni odpovědní čeká nejvyšší trest. Filip Sličný za svoji zradu a papež Klement za svoji zbabělost budou do roka stát před božím soudem.
Skutečností je, že papež následoval velmistra na věčnost o měsíc a král o sedm měsíců později.
Templáři byli později spojeni s mnoha legendami, týkajícími se řady tajemství a mystérií, pocházejících z nejstarších dob. Snad nejznámějšími z nich jsou ty o Svatém grálu či Arše úmluvy. Některé prameny říkají, že Svatý grál byl objeven a převezen do Skotska během útlaku řádu v roce 1307 a že byl ukryt pod Rosslynskou kaplí. Řád prý také objevil Archu úmluvy, schránu, obsahující svaté předměty starých Izraelců včetně Aronovy hole a kamenných desek, popsaných Bohem textem Desatera přikázání.
Tyto legendy vycházejí především z dlouhé doby, během níž řád sídlil na Chrámové hoře v Jeruzalémě. Některé záznamy také uvádějí, že templáři odhalili tajemství „Mistrů zednářů“, stavitelů původního chrámu, a dozvěděli se, že původní Archa úmluvy byla před zničením prvního chrámu převezena Menelikem I. do Etiopie. Zmínku o tom je možné najít na reliéfech v katedrále v Chartres. Další indicie o pátrání řádu po Arše a odhalení tajemství stavitelů chrámu představuje podle některých existence monolitického chrámu v Lalibele v Etiopii, který stojí dodnes a jehož stavba je (nesprávně) připisována templářům. Ze stejné doby pochází také podzemní kostel v Aubeterre ve Francii.
V průběhu 14. století za vlády krále Eduarda I. válčila Anglie se Skotskem. V roce 1314 proběhla bitva u Bannockburnu, v níž Skotové zvítězili především díky zásahu templářských rytířů na straně skotského krále Roberta. Bitva patřila mezi jejich poslední. Templáři bývají také zmiňováni mezi členy posádky legendami opředené výpravy Henryho Sinclaira (asi 1345 – asi 1400) směřující ze Skotska do Severní Ameriky v roce 1398. Existují určité spekulace, že templáři vlastnili mapy pocházející z předkolumbovských výprav do Ameriky. Je známo, že středověcí portugalští mořeplavci byli členy nástupnického portugalského Řádu Kristova a že templářský kříž byl v roce 1492 významným symbolem na plachtách Kolumbových lodí.
Někteří badatelé a esoterici tvrdí také, že řád uchovával tajná učení, což jej spojuje s hnutími a organizacemi, jaké představují rosenkruciáni, Převorství sionské, Rex Deus, kataři, hermetici apod. a také se ztracenými proroctvími a relikviemi Ježíše Krista.
V současnosti existují mnohé skupiny označující samy sebe za templáře či jejich bezprostřední následovníky. Historickou souvislost však zpravidla – s výjimkou dvou nástupnických řádů na Pyrenejském poloostrově: portugalského Řádu Kristova a španělského Řádu rytířů z Montesy – nelze doložit.

## Symboly templářů

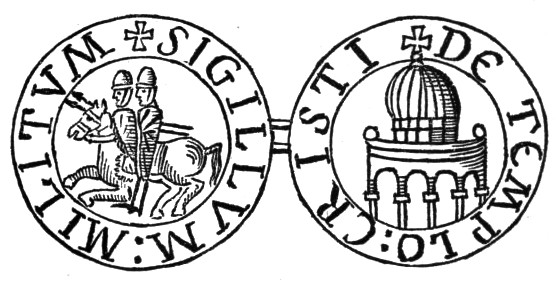
Templářská pečeť, rub a líc

Bojovou standartu řádu tvořil rudý osmicípý kříž na černobílém poli. Válečný pokřik templářů zněl Vive Dieu, Saint Amour a za heslo si zvolili slova Non nobis, Domine, non nobis, sed Nomini Tuo da gloriam (Ne nám, Pane, ne nám, ale svému jménu zjednej slávu). Na pečeť si nechali vyrýt dva jezdce na jednom koni. Ti měli symbolizovat chudobu nebo byli interpretováni jako zobrazení dvojí role templářů – mnich/voják)[zdroj?]. Templáři měli také nařízeno stříhat si vlasy nakrátko a měli zákaz holit se.

## Templáři v českých zemích
Řád se poprvé objevil v Čechách v roce 1232. Jeho sídlem byl kostel sv. Vavřince na pražském Starém Městě. Mimo Prahu působil také v Uhříněvsi, v moravských Čejkovicích, které byly od počátku 90. let 13. století centrem řádu v Čechách, na Moravě a v Rakousku, Jamolicích (hrad Templštejn). Řádu krátce patřil také Vsetín s okolní krajinou, kterou řád začal kolonizovat a vystavěl si nedaleko jednoduchý hrad Freundsberg.

### Velkopreceptoři v Německu a slovanských zemích
- 1286 – Friedrich Sylvestr
- 1292–1295 Bertram von Esbecke
- 1292–1296 Friedrich von Alvensleben

Zemský komtur na Moravě
- 1244 Friedrich

Zemský komtur v Čechách a na Moravě (a Rakousku)
- 1294–1309 Ekko

## Návazné řády
Majetek řádu templářů byl oficiálně předán johanitům, kteří byli jejich velkými rivaly, což se projevovalo již ve Svaté zemi. I oni se však museli vzdát činnosti v bankovnictví. Ve skutečnosti získal velkou část majetku templářů Filip IV. a anglický král Eduard II., který současně rozpustil řád v Anglii. V Německu nebyli templáři tolik populární jako ve Francii a Anglii, neboť jim tu konkuroval Řád německých rytířů.
V některých zemích ale řád zcela nezanikl. Na Pyrenejském poloostrově odmítl aragonský král Jakub II. předat majetek templářů johanitům. Založil nový řád – řád rytířů z Montesy a přesvědčil papeže, aby tento nový řád mohl hospodařit s aragonským majetkem templářského řádu. Podobný postup zvolil portugalský král Dinis, který založil Řád Kristův (Christi Militia). Ten zřejmě sehrál významnou roli při podpoře prvních portugalských námořních výprav. Rovněž ve Skotsku odmítl král Robert uposlechnout papežovy výzvy k likvidaci řádu, ostatně sám byl v papežské klatbě.
A tak přestože byl značný počet templářů skutečně zatčen, většina ostatních přešla do jiných křižáckých řádů. Existuje dokonce i teorie, podle níž celé skupiny templářů, kterým se podařilo uprchnout, přešly do ilegality a založily zcela tajné bratrstvo, jež se o tři sta let později stalo základem jiné tajné organizace – svobodných zednářů.

## Odraz v umění a literatuře
Templářský rytíř Brian de Bois-Guilbert je jedním z hlavních záporných hrdinů románu Waltera Scotta Ivanhoe. Templáři mají rovněž významnou úlohu i v dalším Scottově románu Talisman. I zde jsou templáři a obzvláště jejich velmistr vylíčeni jako lidé schopní jakéhokoliv zločinu. Templáři jsou zde také líčeni jako ti, kteří brání úspěchu křížových tažení vedených evropskými panovníky a sledují jediný cíl, vytvoření vlastních samostatných dominií. Kolem templářů a jejich údajné tajné existence je postaven i děj románu Foucaultovo kyvadlo Umberta Eca.